# Automeris curitiba
'Automeris curitiba é uma espécie de mariposa do gênero Automeris, da família Saturniidae.
A espécie foi localizada na cidade brasileira de Curitiba em 1921 por William Schaus, que a descreveu no periódico mensal de entomologia estadunidense Insecutor inscitiae menstruus; foi catalogada sob número 33977 no Museu Nacional de História Natural daquele país.

## Descrição
Foi descrito um exemplar do sexo masculino, medindo 5,5 cm; possui a cabeça, colo e tórax de cor opaca e marrom-acinzentado, com tufos de pelos castanho-amarelados; as asas dianteiras são em tom ocre claro, terminando em tom marrom claro esverdeado; as asas posteriores têm a margem interna recoberta de pelos em tom vermelho-arroxeado que vão até o ocelo, que é rodeado por faixa amarela e totalmente circundado de preto, com o centro marrom-escuro cortado por uma linha branca.